# Viktorija Čmilytė
Viktorija Čmilytė-Nielsen (parfois également orthographié Victoria Cmilyte), née le 6 août 1983 à Šiauliai (RSS de Lituanie, Union soviétique), est une femme politique lituanienne, élue de novembre 2020 à novembre 2024 à la tête du Seimas, le parlement lituanien.
Ancienne joueuse d'échecs, grand maître international, elle a été par deux fois championne de Lituanie (2000 et 2005). Grand maître international féminin depuis 1998, elle a obtenu le titre mixte de grand maître international en 2010. Au 1er mars 2015, avec un classement Elo de 2 530 points, elle était la 7e joueuse mondiale.

## Biographie

### Carrière aux échecs

#### Débuts aux échecs
Le père de Viktorija, qui fut son tout premier entraîneur, lui apprit le mouvement des pièces dès l'âge de six ans. Précoce, la jeune fille devient championne d'Europe des moins de dix ans en 1993, puis championne du monde des moins de douze ans en 1995.

#### Championne de Lituanie
En 2000, alors âgée de seize ans et avec un classement Elo de 2 329, elle remporte le championnat national féminin et finit première ex æquo du championnat national mixte de Lituanie, s'imposant aux départages contre trois grands maîtres internationaux et deux maîtres internationaux. La même année, elle est vice-championne d'Europe junior (féminine), derrière l'Anglaise Jovanka Houska.
En 2001, elle remporte l'épreuve réserve du tournoi Corus et est classée meilleure juniore.
Elle remporte le championnat de Lituanie (mixte) à nouveau en 2005.

#### Championne d'Europe féminine
Viktorija Čmilytė s'illustre lors des championnats d'Europe individuels féminins, devenant championne d'Europe (féminine) en 2011, à Tbilissi, après avoir décroché à trois reprises la médaille d'argent (2003, à Istanbul ; 2008, à Plovdiv ; 2010, à Rijeka). Elle obtient sa troisième et dernière norme de grand maître international à l'issue de l'édition 2010.

#### Championnats du monde féminin
Lors des championnats du monde 2004 disputés à Elista (Kalmoukie), elle est battue par la Géorgienne Maia Tchibourdanidzé, ancienne championne du monde, au quatrième tour 3½ – 2½, après avoir successivement défait l'Indienne Dronavalli Harika au premier tour (2 – 0), la Russe Alexandra Kosteniouk, championne d'Europe en titre, au deuxième tour (1½ – ½) et la Suédoise Pia Cramling au troisième tour (4 – 2).
En 2006, lors de l'édition suivante disputée à Iekaterinbourg, elle atteint les demi-finales, battant successivement l'Iranienne Atousa Pourkashiyan au premier tour (1½ – ½), la Chinoise Ruan Lufei au deuxième tour (4 – 2), la Russe Alexandra Kosteniouk au troisième tour (1,5 – 0,5) et la Géorgienne Maia Tchibourdanidzé en quarts de finale (3 – 1). Elle s'incline contre la Russe Alissa Galliamova 1½ – ½.
En 2008, à Naltchik (Kabardino-Balkarie), après une victoire 1½ – ½ au premier tour contre la Croate Valentina Golubenko, elle est sortie dès le deuxième tour par la Russe Nadejda Kosintseva (2½ – ½).
En 2010, à Antioche (Turquie), où elle est tête de série no 12 (2 514), elle s'impose 2 – 0 lors du premier tour contre la Russe Ioulia Diomina (no 53, avec 2 323), puis 2½ – 1½ au deuxième tour contre l'Allemande Elisabeth Pähtz (2 474 Elo, no 21). Opposée au troisième tour à la championne de France en titre, Almira Skripchenko (2 460, no 27), elle s'incline 4 – 2.
En 2012, à Khanty-Mansiïsk (Russie), avec un Elo de 2 524, elle s'incline dès le second tour contre la Chinoise Huang Qian (2 465) ½ – 1½, après avoir disposé 1½ – ½ de la Péruvienne Ingrid Aliaga Fernández (2 175).
| Année | Lieu                    | Résultat                         | Ultime adversaire    | Adversaires battues                                                      |
| ----- | ----------------------- | -------------------------------- | -------------------- | ------------------------------------------------------------------------ |
| 2000  | New Delhi               | troisième tour                   | Alisa Marić          | Hoang Thanh Trang Inga Khourtsilava                                      |
| 2004  | Elista                  | quart de finale (quatrième tour) | Maia Tchibourdanidzé | Dronavalli Harika, Alexandra Kosteniouk Pia Cramling                     |
| 2006  | Iekaterinbourg, Russie  | Demi-finaliste                   | Alissa Galliamova    | Atousa Pourkashiyan Ruan Lufei Alexandra Kosteniouk Maia Tchibourdanidzé |
| 2008  | Naltchik, Russie        | deuxième tour                    | Nadejda Kosintseva   | Valentina Goloubenko                                                     |
| 2010  | Antioche, Turquie       | troisième tour                   | Almira Skripchenko   | Ioulia Diomina, Elisabeth Pähtz                                          |
| 2012  | Khanty-Mansiïsk, Russie | deuxième tour                    | Huang Qian           | Ingrid Aliaga Fernández                                                  |
| 2015  | Sotchi                  | troisième tour                   | Meri Arabidzé        | Akter Liza Shamima, Ekaterina Kovalevskaïa                               |

#### Résultats aux olympiades
Dès son plus jeune âge, Viktorija fait partie de l'équipe lituanienne aux Olympiades d'échecs : ainsi, en 1996, âgée de treize ans et avec un Elo de 2 180, elle est remplaçante au troisième échiquier et marque 5,5 points (+3 -2 =5). Dès l'édition suivante, en 1998, elle est au premier échiquier. En 2000, puis 2004, elle obtient la médaille d'or, avec respectivement 9½/12 (+8 -1 =3) et 8½/11 (finissant invaincue avec +6 =5).
À l'occasion de l'Olympiade d'échecs de 2010 (tournoi mixte), disputée à Khanty-Mansiïsk, elle est au troisième échiquier de l'équipe lituanienne d'échecs mixte et marque 5 points (+4 -2 =2). Lors de l'édition suivante, à Istanbul, elle revient au premier échiquier de l'équipe féminine et marque 8 points (+6 =4).

### Carrière politique

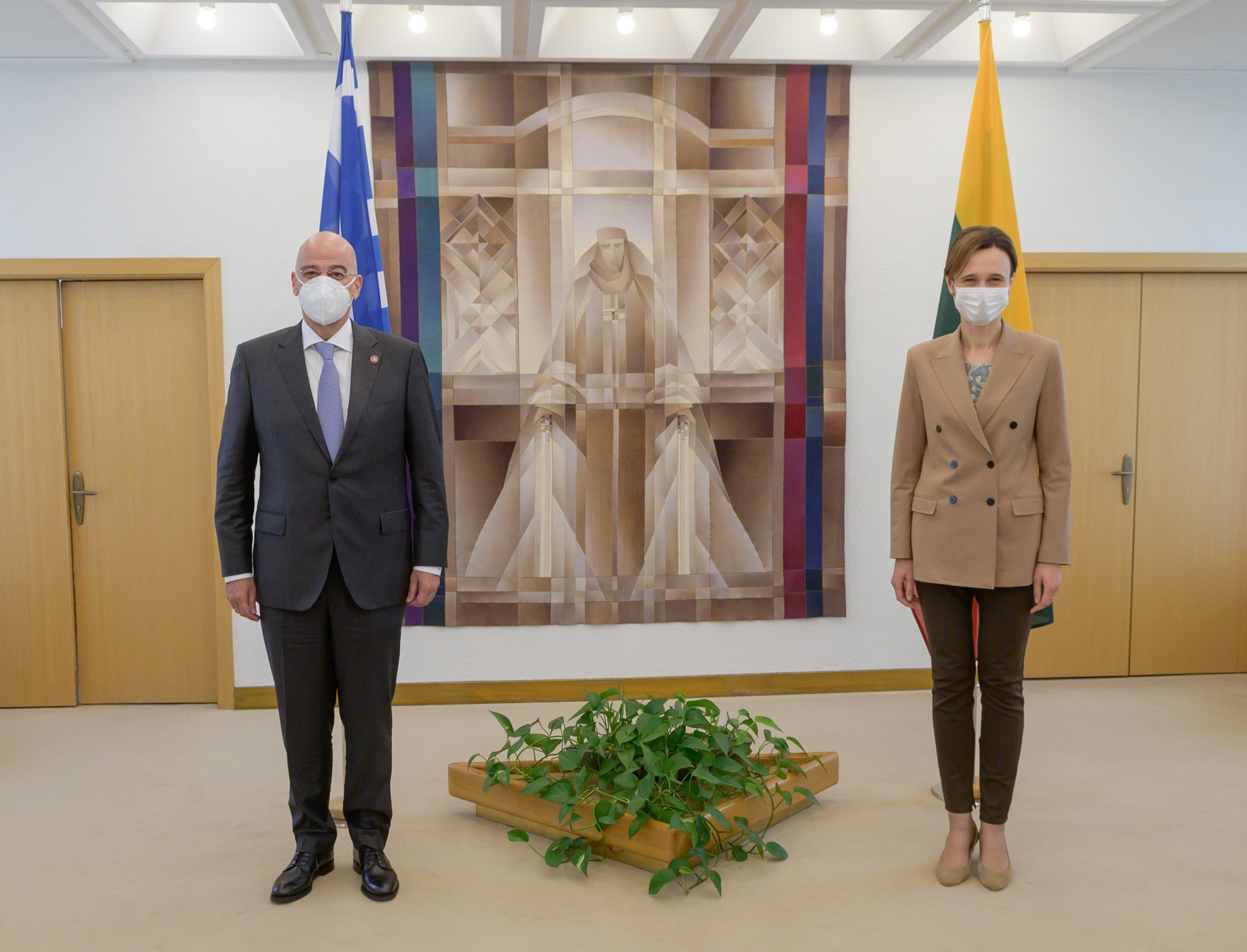
Viktorija Čmilytė en 2021.

Le 21 avril 2015, elle entre en tant que députée au parlement lituanien en remplacement de Remigijus Šimašius, élu maire de Vilnius.
En novembre 2020, elle est élue à la tête du Seimas, le parlement lituanien.

### Vie personnelle
De 2001 à 2008, elle est l'épouse du grand maître espagnol d'origine lettone, Alexeï Chirov. Depuis 2013, elle est l'épouse du grand maître Peter Heine Nielsen.